# Estación de Vara de Quart
Vara de Quart fue una estación de mercancías y pasajeros que unía el polígono de Vara de Quart y la estación del Norte en las líneas férreas Madrid-Cuenca-Valencia y Valencia-Liria. Con motivo de las obras del acceso de la alta velocidad a Valencia esta estación dejó de funcionar el 5 de abril de 2008. No obstante, sus instalaciones se han conservado y sus andenes han pasado a ser zonas de repostaje y estacionamiento de los trenes que finalizan su trayecto en la nueva estación de Valencia-San Isidro.
Debido a este corte de circulación la estación de Valencia-San Isidro pasó a ser la estación término de las líneas C-3 y C-4 de Cercanías Valencia y de la línea L-5 de Media Distancia Renfe en lugar de la Estación del Norte.

## Situación
La estación se encuentra entre el polígono de Vara de Quart y el barrio de San Isidro de Valencia, en la calle Gremis.

## El edificio
La estación de Vara de Quart se ubica a la altura del talud donde discurren las vías del tren, a una altitud de unos 8 metros sobre el nivel del mar.
Concebida en 1883 como estación de mercancías, dado la inexistencia de núcleos de población entonces, esta estación contaba con varios ramales que la conectaba con las fábricas del polígono de Vara de Quart, actualmente todavía se conserva 100 metros aproximadamente de ese trazado ya en desuso. Con el paso de los años y dada la expansión del área metropolitana de Valencia y la decadencia del tráfico de mercancías en el polígono de Vara de Quart se decide adecuar esta estación para la parada de viajeros pasando a formar parte así de las líneas C-3 y C-4 de cercanías cuando estas se crearon en 1992. Debido a que la zona a la que prestaba servicio ya contaba con una parada de vía estrecha (FEVE y a partir de 1986 FGV) esta estación nunca ha contado con una gran afluencia de viajeros hecho que permitió que la mayoría de servicios de la línea C-3 no efectuaran parada.

### Distribución de las vías
| Vía | Trenes y destinos                                                         |
| --- | ------------------------------------------------------------------------- |
| 1   | Cercanías-MD: Repostaje de Trenes Cercanías-MD: Estacionamiento de Trenes |
| 2   | Vía de acceso a València-Sant Isidre                                      |
| 4   | Cercanías: Estacionamiento de trenes                                      |